# Щавін (Нижньосілезьке воєводство)
Щавін (пол. Szczawin, нім. Seagen) — село в Польщі, у гміні Стшелін Стшелінського повіту Нижньосілезького воєводства.
Населення — 540 осіб (2011).
У 1975-1998 роках село належало до Вроцлавського воєводства.

## Демографія
Демографічна структура станом на 31 березня 2011 року:
|          | Загалом | Допрацездатний вік | Працездатний вік | Постпрацездатний вік |
| -------- | ------- | ------------------ | ---------------- | -------------------- |
| Чоловіки | 262     | 59                 | 186              | 17                   |
| Жінки    | 278     | 56                 | 173              | 49                   |
| Разом    | 540     | 115                | 359              | 66                   |